# Buffières (Isère)
Pour les articles homonymes, voir Buffières (homonymie).
Buffières  est une ancienne commune française du département de l'Isère. La commune n'a connu qu'une brève existence : entre 1790 et 1794, elle est supprimée et rattachée à Sérézin-de-la-Tour.
En 1801, le hameau de Buffières est transférée à la commune rétablie de Succieu.

## Source
- Des villages de Cassini aux communes d'aujourd'hui, « Notice communale : Buffières », sur ehess.fr, École des hautes études en sciences sociales.